# Буяново (Ярцевский район)
Буяново — деревня в Ярцевском районе Смоленской области России. Входит в состав Петровского сельского поселения. Население — 321 житель (2020 год). 
Расположена в центральной части области в 11 км к юго-востоку от Ярцева, в 3 км севернее автодороги Р134 «Старая Смоленская дорога» Смоленск — Дорогобуж — Вязьма — Зубцов, на берегу реки Днепр. В 15 км севернее деревни расположена железнодорожная станция Милохово на линии Москва — Минск. 
В деревне находится несколько производств, почта и другие объекты коммерческой деятельности. Ранее была связана мостом через реку Днепр с деревней Ковали, Елча и Челновая, являясь одной агломерацией. В настоящее время дорога осталась, но мост в аварийном состоянии.  

## История
Ранее была частью одной агломерации вместе с деревней Буяново, Челновой и Елча. Центр совхоза и основные производственные цеха были расположены по обеим сторонам реки Днепр. В настоящее время мост через реку днепр находится в аварийном состоянии и связь между деревнями Буяново и Ковали возможно только через объезд (58 км и 2-3 часа по разбитым проселочным дорогам вместо 800 метров и 3 минут по мосту через реку Днепр). Но как Подрощинское сельское поселение в лице Рядинской Валентины Александровны, так и Муниципальное образование "Ярцевский район" Смоленской области в лице Макарова Владимира Сергеевича занимаются волокитой и под разными предлогами отказываются починить мост через реку Днепр между деревнями Ковали и Буяново. Дорога между деревней Буяново и Ярцево тоже постепенно ветшает и в некоторых местах находится в аварийном состоянии.
В годы Великой Отечественной войны деревня была оккупирована гитлеровскими войсками в июле 1941 год . Западнее деревни находятся заброшенные окопы и противотанковые рвы Вяземского котла. Наряду с Соловьевской переправой и бродами через реку Днепр у деревни Ковали являлась важной стратегической точкой. Уже в январе-феврале 1942 году в результате успешных действий партизанских отрядов А. Демченкова, Г. Масенкова и Г. Юрченко гитлеровцы были выбиты из деревни. Различные соединения и объединения, оказавшиеся в Дорогобужском партизанском крае, за исключением большей части сил 33 армии, оказались в подчинении командования 1 гвардейского кавалерийского корпуса. С тех пор 3-й батальон 2-го партизанского полка находился в Челновой, деревне Ковали и деревне Буяново обороняя броды и переходя в контратаки. Фашистское командование 24 мая 1942 г. предприняло две крупные операции против сил Дорогобужского партизанского края: операцию «Зейдлиц» в западной части края против 1 партизанской дивизии и кавалерийского корпуса и операцию «Ганновер». В начале июня 1942 года по приказу командования партизанские отряды были вынуждены отойти из деревни. Деревня Буяново окончательно освобождена в сентябре 1943 года.